# Orthosia cedermarki
Orthosia cedermarki är en fjärilsart som beskrevs av Felix Bryk 1948. Arten ingår i släktet Orthosia och familjen nattflyn. Inga underarter finns listade i Catalogue of Life. Typlokalen är Shuotsu i Korea och den förekommer i nordöstra Kina, Korea och Japan.